# 44è Festival Internacional de Cinema de Berlín
El 44è Festival Internacional de Cinema de Berlín va tenir lloc entre el 10 i el 21 de febrer de 1994. L'Os d'Or fou atorgat a la pel·lícula angloirlandesa In the Name of the Father dirigida per Jim Sheridan. Es va mostrar una retrospectiva dedicada al director, actor i productor austríac Erich von Stroheim.

## Jurat

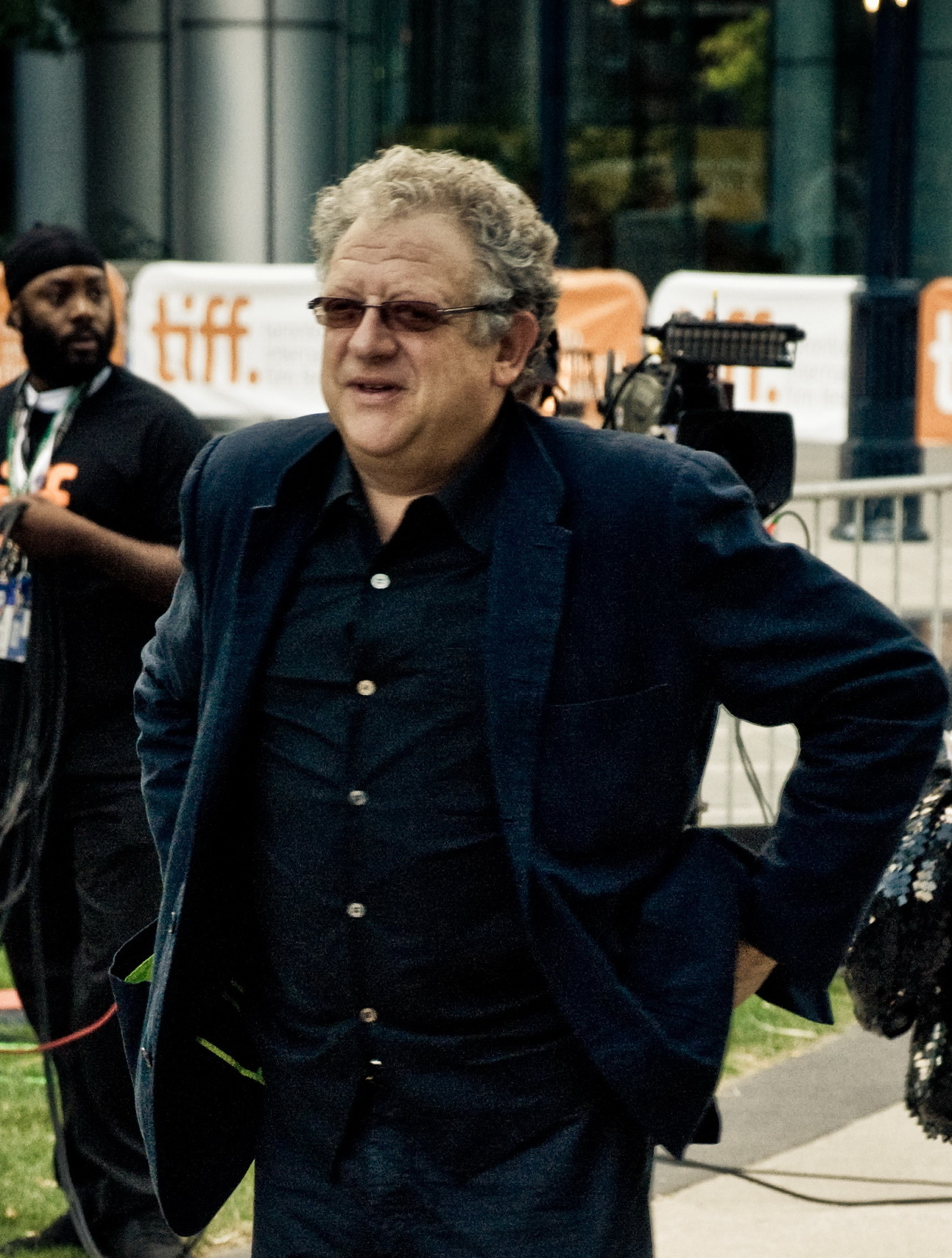
Jeremy Thomas, president del jurat

Les següents persones foren nomenades com a membres del jurat:
- Jeremy Thomas (president)
- Txinguiz Aitmàtov
- María Luisa Bemberg
- Hsu Feng
- Morgan Freeman
- Francis Girod
- Corinna Harfouch
- Carlo Lizzani
- Wolfram Schütte
- Susan Seidelman
- Hayao Shibata

## Pel·lícules en competició
Les següents pel·lícules van competir per l'Os d'Or i per l'Os de Plata:
| Títol original            | Director(s)                             | País                       |
| ------------------------- | --------------------------------------- | -------------------------- |
| Al otro lado del túnel    | Jaime de Armiñán                        | Espanya                    |
| Alles auf Anfang          | Reinhard Münster                        | Alemanya                   |
| Der Blaue                 | Lienhard Wawrzyn                        | Alemanya                   |
| Cari fottutissimi amici   | Mario Monicelli                         | Itàlia                     |
| Charachar                 | Buddhadeb Dasgupta                      | Índia                      |
| Els de davant             | Jesús Garay                             | França, Espanya            |
| Exile                     | Paul Cox                                | Austràlia                  |
| Fearless                  | Peter Weir                              | Estats Units               |
| Fresa y chocolate         | Tomás Gutiérrez Alea, Juan Carlos Tabío | Cuba, Mèxic, Espanya       |
| Il giudice ragazzino      | Alessandro Di Robilant                  | Itàlia                     |
| God sobaki                | Semyon Aranovitx                        | França, Rússia             |
| Huo Ho                    | Wu Ziniu                                | Hong Kong, R.P. de la Xina |
| Hwa-Om-Kyung              | Jang Sun-woo                            | Corea del Sud              |
| In the Name of the Father | Jim Sheridan                            | Regne Unit, Irlanda        |
| Ladybird, Ladybird        | Ken Loach                               | Regne Unit                 |
| A magzat                  | Márta Mészáros                          | Hongria, Polònia           |
| Pas très catholique       | Tonie Marshall                          | França                     |
| Philadelphia              | Jonathan Demme                          | Estats Units               |
| Smoking/No Smoking        | Alain Resnais                           | França                     |
| A Terceira Margem do Rio  | Nelson Pereira dos Santos               | França, Brasil             |
| Trois couleurs: Blanc     | Krzysztof Kieślowski                    | França, Polònia, Suïssa    |

## Premis

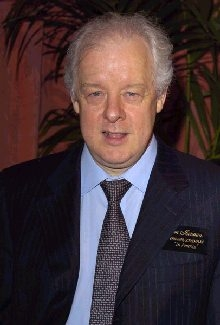
Jim Sheridan, guanyador de l'Os d'Or al festival

El jurat va atorgar els següents premis:
- Os d'Or: In the Name of the Father de Jim Sheridan
- Os de Plata - Premi Especial del Jurat: Fresa y chocolate de Tomás Gutiérrez Alea, Juan Carlos Tabío
- Os de Plata a la millor direcció: Krzysztof Kieślowski per Trois couleurs: Blanc
- Os de Plata a la millor interpretació femenina: Crissy Rock per Ladybird, Ladybird
- Os de Plata a la millor interpretació masculina: Tom Hanks per Philadelphia
- Os de Plata per un èxit únic excepcional: Smoking/No Smoking d'Alain Resnais
- Os de Plata per una contribució artística excepcional: God sobaki de Semyon Aranovich
- Premi Alfred Bauer: Hwa-Om-Kyung de Jang Sun-woo
- Menció honorífica:
  - Huo Ho de Wu Ziniu
  - Cari fottutissimi amici de Mario Monicelli
  - Fearless de Peter Weir
- Premi Blau Engel: Il giudice ragazzino d'Alessandro Di Robilant
- Os d'Or Honorífic: Sophia Loren